# Одра
Одра (чеш. Odra, пољ. Odra, лат. Viadrus, Viadua) је река у централној Европи. Извире у Моравској (Чешка Република) и тече кроз западну Пољску где сачињава 187 km границе између Пољске и Немачке (део тзв. линије Одра-Ниса). Река се улива у Шчећинску лагуну северно од Шчећина и онда путем три рукавца (Дзивна, Свина и Пене) истиче у Балтичко море.
Одра је друга најдужа река у Пољској по укупној дужини и трећа по дужини унутар њених граница после Висле и Варте. Одра извире у Чешкој и тече 742 km (461 mi) кроз западну Пољску, касније формирајући 187 km (116 mi) границе између Пољске и Немачке као део линије Одра–Ниса.

## Имена
Птоломеј је познавао модерну Одру као Συήβος (Suebos; лат. Suevus), име које је очигледно изведено од Суеба, германског народа. Иако он такође назива излаз у тој области као Οὐιαδούα Ouiadoua (или Οὐιλδούα Ouildoua; латински Viadua или Vildua), ово је очигледно била модерна Випрза, јер је речено да је била трећина удаљености и између Суеба и Висле. Могуће је да је име Suebos сачувано у модерном називу реке Свина (немачки Swine), која је излива из Шчећинске лагуне у Балтик.

## Географија
Река Одра је дуга 854 km: 112 у Чешкој, 742 у Пољској (укључујући 187 на граници са Немачком) и друга је по дужини у Пољској, после Висле. Слив јој има површину од 118.861 km², 106.056 у Пољској (89%), 7.217 у Чешкој (6%), и 5.587 у Немачкој (5%). Каналима је повезана са рекама Хафел, Шпреја и Висла. Протиче кроз Војводство шлеско, Војводство опољско, Војводство доњошлеско, Војводство лубушко и Војводство западно-поморско у Пољској и државе Бранденбург и Мекленбург-Западна Померанија у Немачкој.
Главни водоток се улива у Шћећинску лагуну. На северу лагуне су острва Уседом (западно) и Волин (источно).
Највеће леве притоке су Опава, Лужичка Ниса и Бобр, а десна Варта.
Највећи град на реци Одра је Вроцлав. Други важнији градови су Острава, Ополе, Глогов, Франкфурт на Одри, Шћећин, Свиноујшће.

## Историја
Реку Одру су Римљани називали Viadrus или Viadua, и то је била једна од комуникација на „путу ћилибара“ од Балтика према Риму. Током средњег века, реку су звали Odera или Oddera. Први пут се помиње у документу „Dagome iudex“, где се описују границе ране Пољске државе под војводом Мјешком I око године 990. Рани средњовековни документи набрајају многе народе који су живели у долини Одре: Шлежане, Опољанце, Волинијане, Пиржице и друге.
Од 13. века па надаље, долина Одре је била централни део немачког Осциедлунга, због чега су градови на њеним обалама у наредним вековима говорили немачки. Временом су контролу над деловима реке од Пољске преузеле друге земље, укључујући Маркгрофовију Бранденбург и Краљевину Чешку, а касније и Мађарска, Шведска, Пруска и Немачка.

### Услови у Версајском уговору
Версајским уговором, пловидба Одром је постала предмет Међународне комисије Одре. Сходно члановима 363 и 364 Уговора, Чехословачка је имала право да закупи у Штетину (данас Шчећин) свој део у луци, који се тада звао Чехословачка зона у луци Шчећин. Уговор о закупу између Чехословачке и Немачке, под надзором Уједињеног Краљевства, потписан је 16. фебруара 1929. и престаје је да важи 2028. године, међутим, после 1945. Чехословачка није повратила овај правни положај, који је био де факто укинут 1938–39.

### 1943. Граница са Немачком
На Техеранској конференцији 1943. Савезници су одлучили да нова источна граница Немачке иде дуж Одре. После Другог светског рата, некадашње немачке области источно од Одре и Лужичкe Нисe пришле су Пољској одлуком победоносних Савезника на Потсдамској конференцији (на инсистирање Совјета). Као резултат тога, такозвана линија Одра–Ниса формирала је границу између Совјетске окупационе зоне (од 1949. Источна Немачка) и Пољске. Коначна граница између Немачке и Пољске требало је да буде одређена на будућој мировној конференцији. Део немачког становништва источно од ове две реке нацисти су евакуисали током рата или је побегло од Црвене армије која се приближавала. После рата, преосталих 8 милиона Немаца је протерано са ових територија пољска и совјетске администрације.

### Еколошка катастрофа 2022
Дана 11. августа 2022. године откривено је да је река Одра контаминирана и најмање је 135 тона угинуле рибе окончало на њеним обалама. Узорци воде узети 28. јула указали су на могућу контаминацију мезитиленом, иако токсин није био присутан у узорцима узетим након 1. августа.